# Гранд-Прери (Канада)
Гранд-Пре́ри (англ. Grand Prairie, в переводе с англ. — «Великая Степь») — город в канадской провинции Альберта, расположенный в 460 км северо-западнее города Эдмонтон и в 2480 км юго-восточнее города Фэрбанкс.
Гранд-Прери является седьмым по численности населения городом Альберты: по данным на 2021 год в городе проживало 64 141 человек.
Город центр добычи нефти и природного газа.